# Aulacogeno
Aulacogeno è un bacino sedimentario derivante da un processo di rifting abortito, che si è fermato comunque dopo la comparsa delle prime faglie dirette. 
Se il processo si forma prima della comparsa dei fagliamenti tettonici si genera un bacino sedimentario tipo SAG.